# Stethophyma
Genre
Stethophyma est un genre d'insectes orthoptères de la famille des Acrididae.

## Distribution
Les espèces de ce genre se rencontrent en Europe, en Asie et en Amérique du Nord.

## Liste des espèces
Selon Orthoptera Species File (19 octobre 2018) :
- Stethophyma celatum Otte, 1979
- Stethophyma gracile (Scudder, 1862)
- Stethophyma grossum (Linnaeus, 1758)
- Stethophyma kevani Storozhenko & Otte, 1994
- Stethophyma lineatum (Scudder, 1862)
- Stethophyma magister (Rehn, 1902)

## Publication originale
- Fischer, 1853 : Orthoptera Europaea.Guilielmus Endelmann, Leipzig, p. 1-454.